# Sangiaccato di Drama
Il sangiaccato del Drama (in turco ottomano: Sancak-i/Liva-i Drama; in greco λιβάς/σαντζάκι Δράμας?) era una provincia ottomana di secondo livello (sangiaccato/sanjak o liva) che comprendeva la regione intorno alla città di Drama (nell'attuale Grecia) nella Macedonia orientale.
Il sangiaccato venne creato nell'ambito delle riforme del Tanzimat nel 1846 circa, da territori prelevati da varie province. Drama stessa era inizialmente compresa nel sangiaccato di Serres. Il sangiaccato apparteneva amministrativamente all'Eyalet di Salonicco, e dopo il 1867, al Vilayet di Salonicco. Nel 1867-1869, il sangiaccato di Drama fu fuso nuovamente nel sangiaccato di Serres, e ristabilito; fu temporaneamente abolito nel 1872-1873 e nel 1891 i suoi territori a est del fiume Nestos divennero parte del sangiaccato di Adrianopoli.
Nel 1912, il sangiaccato comprendeva sei sub-province (kaza): Drama, Kavala, Sarışaban (Chrysoupoli), l'isola di Taşuz (Taso/Thasos) e Pravişte (Eleftheroupolis). La provincia venne sciolta quando fu occupata dalle truppe bulgare nella prima guerra balcanica e nel 1913, dopo la seconda guerra balcanica, entrò a far parte della Grecia.